# Dřevěnice (tvrz)
Dřevěnice je tvrz přestavěná na Sýpku v obci Dřevěnice v okrese Jičín. Areál bývalé tvrze je chráněn jako kulturní památka.

## Historie

### Před třicetiletou válkou
První písemná zmínka o Dřevěnici pochází z roku 1388, kdy se uvádí Jan z Dřevěnice. Roku 1393 vesnici vlastnil Otík z Labouně a na Dřevěnici a roku 1396 Beneš z Dřevěnice. V letech 1429 až 1454 se zmiňuje Havel z Dřevěnice, který byl příznivec císaře Zikmunda.
První přímá písemná zmínka o tvrzi je však až z roku 1511, kdy tvrz získal nejvyšší zemský sudí Jindřich III. Berka z Dubé a na Dřevěnicích († 1541) (syn Jiřího Berky z Dubé, náhrobní deska v Lapidáriu Národního muzea[zdroj⁠?!]). Právě páni z Dubé k tvrzi v roce 1541 založili pivovar, později i medovar.
V roce 1560 prodal Zdeněk z Dubé dřevěnické panství Petrovi ze Šelmberka. Vdova po Petrovi Lukrécie se vdala za Bohuslava Křineckého z Ronova. Ten pak prodal Dřevěnice roku 1588 Kateřině Donínské, manželce purkrabího z Donína. V roce 1596 získal tvrz Jan Rudolf Trčka z Lípy, který dřevěnické panství (tvrz, dva mlýny a šest vesnic: Robousy, Studeňany, Stav, Úbislavice, Újezd, Dolánky) připojil ke kumburskému panství. Tvrz začala sloužit jen k hospodářským účelům a poslední zmínka o ní pochází z roku 1636, kdy panství získal Rudolf z Tiefenbachu.

### Během a po třicetileté válce
Po smrti Albrechta Jana Smiřického roku 1618 jeho majetek zkonfiskoval císař Ferdinand II. V témže roce koupil panství od císaře Ferdinanda II. Albrecht z Valdštejna, pod záminkou příbuzenství s rodem Smiřických. Za jeho vlády byl přiléhající pivovar modernizován. Po smrti Albrechta z Valdštejna bylo panství opět zkonfiskováno a dáno na dluh Rudolfovi z Tiefenbachu. Po jeho smrti roku 1676 připadlo získali panství i s chátrající tvrzí rodu Šternberků. Ti nechali přestavět tvrz na sýpku a sklad pro místní pivovar.
V roce 1710 získal panství rod Trauttmansdorffů. Během jejich vlády vařil dřevěnický pivovar cca 30 000 hektolitrů piva ročně. Pivo se jmenovalo Kumburák. Tvrz tak sloužila zejména potřebám tohoto pivovaru, poslední úpravy byly provedeny v 18. století.[chybí lepší zdroj] Trauttmansdorffové vlastnili tvrz až do roku 1945, kdy byl jejich majetek zkonfiskován. V roce 1948 celý areál připadl mlékárenským závodům v Jičíně, pivovar byl uzavřen a byla v něm ustavena výroba sýrů. Tvrz sloužila potřebám drůbežárny.
Po roce 1993 byl celý hospodářský dvůr privatizován. Roku 1995 byl zapsán jako kulturní památka. V lednu 2021 byl dvůr součástí hospodářského areálu a nebyl přístupný veřejnosti.

## Popis
Obdélná gotická tvrz má jedno patro. Ačkoliv její původní podoba byla téměř zničena transformací na hospodářskou budovu, stále na ní můžeme nalézt zbytky psaníčkových sgrafit. Hlavní vstup do tvrze je členěn manýristickým portálem.[zdroj⁠?!] Na budově je znak Šternberků. Na jihozápadní straně dvora se nachází polopatrová stavba nad vstupem do sklepů.
V budově byl uložen renesanční náhrobek Jindřicha Berky z Dubé.